# Къртис Дейвис
Къртис Юджийн Дейвис (на английски: Curtis Eugene Davies) е бивш английски професионален футболист от сиералеонски произход, централен защитник.